# Giuseppe Ferrari (filosofo)
(Incipit di Filosofia della rivoluzione, 1851)
Giuseppe Ferrari (Milano, 7 marzo 1811 – Roma, 2 luglio 1876) è stato un filosofo, storico e politico italiano.
Federalista, repubblicano, di posizioni democratiche e socialiste, fu deputato della Sinistra nel Parlamento italiano per sei legislature dal 1860 al 1876 e senatore del Regno dal 15 maggio al 2 luglio 1876.

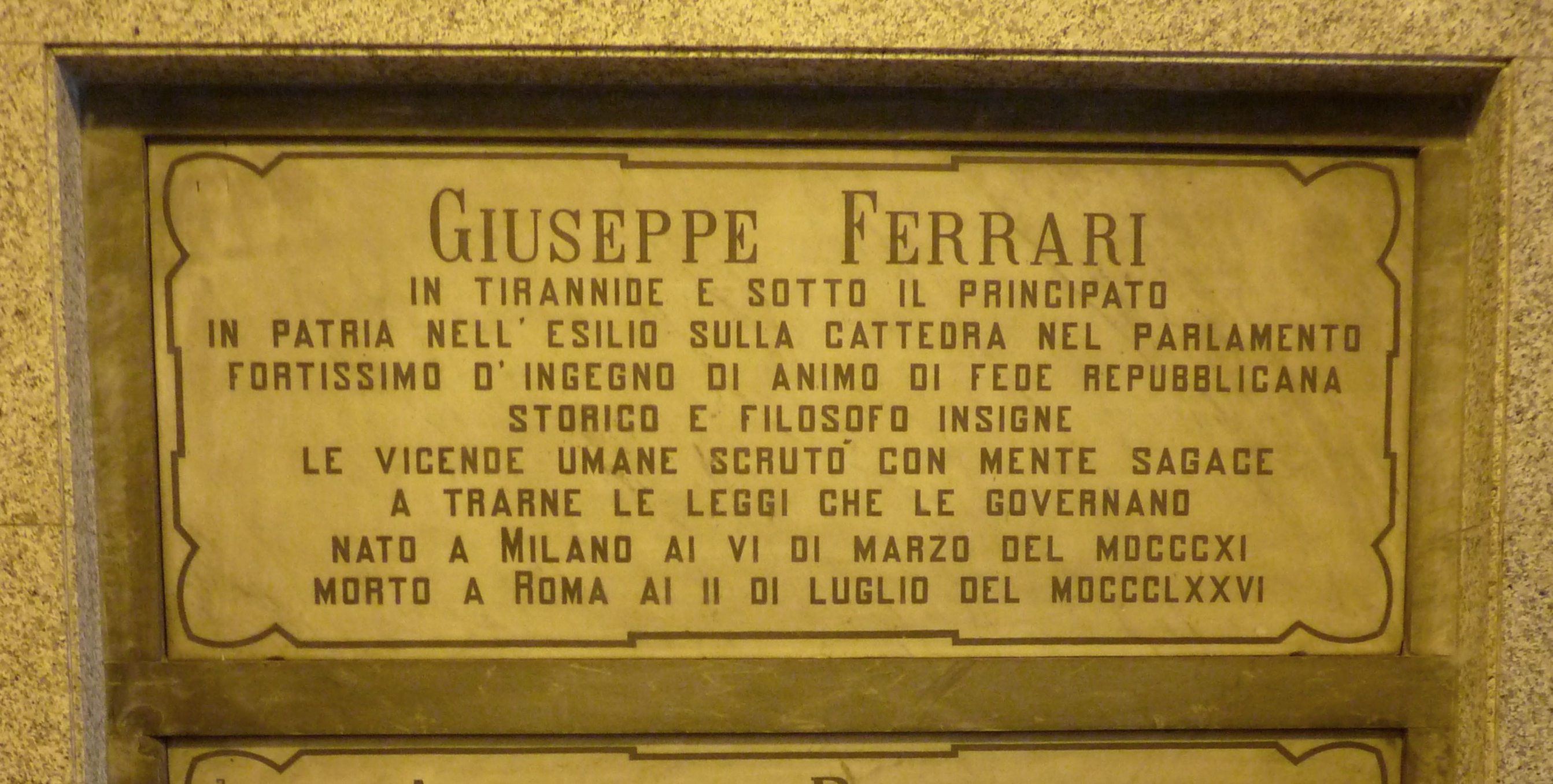
Tomba di Giuseppe Ferrari presso il Cimitero Monumentale di Milano, nella Cripta del Famedio

## Biografia

### Formazione
Nato a Milano da una famiglia borghese - il padre era medico - , dopo la morte dei suoi genitori, avvenuta quando era ancora giovane, poté godere di una piccola rendita grazie alla quale visse senza particolari problemi economici.
Ferrari fece i suoi studî nel ginnasio S. Alessandro, fu poi alunno dell'Almo Collegio Borromeo e si laureò in utroque iure a Pavia nel 1831. Fu però più interessato dalla filosofia, che coltivò nel cerchio della gioventù milanese che si riuniva attorno a Gian Domenico Romagnosi.

### Gli anni in Francia
Giunto a posizioni irreligiose e scettiche, nutriva per la cultura filosofica, storica e politica francese un'ammirazione che nell'aprile 1838 lo portò a Parigi. Ferrari trascorse in Francia i successivi 21 anni. Il 27 agosto del 1840 sostenne l'esame di dottorato in filosofia alla Sorbona, con la presentazione di due tesi intitolate De religiosis Campanellae opinionibus e De l'Erreur, nella prima delle quali presentava positivamente il pensiero religioso di Tommaso Campanella, mentre nella seconda giungeva ad una conclusione scettica a proposito dei giudizî. 
Essi infatti non consentono di giungere alla verità assoluta in quanto essa è indissolubilmente intrecciata all'errore, così che si può dire che la verità sia un errore relativo e l'errore una verità relativa. Dal 1838 al 1847 collaborò regolarmente alla «Revue des Deux Mondes».
Introdotto nei circoli intellettuali della capitale francese da lettere di presentazione di Amedeo Peyron e Lorenzo Valerio (due allievi piemontesi di Cattaneo) e di Pierre-Simon Ballanche, Ferrari frequentò Victor Cousin, Augustin Thierry, Claude Fauriel, Jules Michelet e Edgar Quinet, come pure gli intellettuali e gli emigrati italiani che si riunivano nel salotto della principessa di Belgiojoso. 
Nel 1840 fu docente di filosofia al Liceo di Rochefort-sur-mer, e nel novembre di quell'anno richiese un permesso di residenza permanente in Francia, poi nel 1841 fu nominato professore supplente all'Università di Strasburgo dove, attaccato dalla Chiesa e dal partito cattolico per le affermazioni irreligiose e scettiche espresse nel suo corso sulla filosofia del Rinascimento e per la sua presentazione favorevole della Riforma luterana nel dicembre del 1841, fu anche accusato di insegnare dottrine atee e socialiste e sospeso dall'insegnamento nel 1842 e, benché avesse ottenuto la nazionalità francese e nel 1843 il titolo di "professore aggregato" di filosofia, che lo abilitava ad insegnare all'università, non fu più reintegrato nell'insegnamento universitario francese, poiché la raccomandazione di Edgar Quinet per una sua nomina a professore supplente al Collège de France nel 1847, benché accettata dalla Facoltà, fu rifiutata dal ministero dell'Educazione.
L'allontanamento dalla cattedra di Strasburgo fu all'origine del suo lungo rapporto con Proudhon che, avendo appreso il "caso Ferrari" dalla stampa, s'interessò a lui e ai suoi scritti e dette inizio ad un'amicizia che durò sino alla morte di Proudhon, nel 1865. A partire dal 1847 Ferrari fu tra gli avversari repubblicani della monarchia orleanista, con Victor Schoelcher e Félicité de Lamennais. Durante il sollevamento delle cinque giornate di Milano contro il governo austriaco nel marzo del 1848 fu accanto a Carlo Cattaneo ma, deluso dai risultati della rivoluzione, fece rientro in Francia, dove fece un altro tentativo infruttuoso (per l'opposizione di Victor Cousin) di ottenere una cattedra all'Università di Strasburgo. Da gennaio a giugno del 1849 insegnò la filosofia al Liceo di Bourges.
Il 2 dicembre 1851 avvenne il colpo di Stato che mise fine alla Seconda Repubblica francese e portò al trono Napoleone III; Ferrari, ricercato come repubblicano, si rifugiò a Bruxelles per sfuggire alla polizia.

### Il ritorno in Italia
Pur conservando il suo appartamento a Parigi, Ferrari ritornò definitivamente a Milano a metà dicembre del 1859, per partecipare alle vicende che porteranno all'unificazione e alla nascita dello stato italiano.
Fu eletto deputato al Parlamento del Regno di Sardegna nel collegio di Luino nel 1859 (elezioni suppletive) e confermato nelle elezioni del 27 gennaio-3 febbraio del 1861 (eletto in secondo scrutinio nello stesso collegio di Luino, nel frattempo allargato a Gavirate). Confermato per quindici anni, Ferrari sedette alla Camera dei deputati sui banchi della Sinistra ininterrottamente per sei legislature, fino al 1876 (XII Legislatura). Nel 1870 (XI Legislatura) fu pure eletto nel primo collegio di Como, ma si mantenne fedele ai suoi primi elettori.

### Attività parlamentare
Il suo programma politico può essere riassunto nella formula: "irreligione e legge agraria", cioè lotta contro la Chiesa e il clericalismo e riforma della proprietà terriera dei latifondi, con la distribuzione di terre coltivabili ai contadini. La Chiesa e i proprietari terrieri, sostenendosi a vicenda, erano per lui i nemici naturali dell'uguaglianza, non teorica ma concreta e reale.
Per quel che concerne la forma del nuovo stato italiano, Ferrari domandava una costituzione federale di tipo svizzero o statunitense, con un esercito, delle finanze e delle leggi federali comuni, ma anche con la più ampia decentralizzazione amministrativa possibile. Nell'agosto del 1861, dopo essersi recato sul posto, scrisse una relazione parlamentare sul Massacro di Pontelandolfo e Casalduni. Nel giugno del 1862, contro la sua volontà, Ferrari fu nominato dal re Cavaliere Ufficiale dell'Ordine dei Santi Maurizio e Lazzaro e rimandò immediatamente il decreto di nomina al ministro della Pubblica Istruzione, che glielo aveva inviato. Ma la nomina era irrevocabile, essendo stata pubblicata nella Gazzetta ufficiale.
Nominato professore di filosofia della storia all'Accademia scientifico-letteraria di Milano, benché non ci fosse a quel tempo nessuna indennità parlamentare e i parlamentari non godessero di nessun beneficio, Ferrari rinunciò allo stipendio per poter rimanere in Parlamento pur continuando a insegnare. In Parlamento, Ferrari prese posizione in sede di discussione sull'intitolazione degli atti del governo, contro la denominazione di secondo, e non primo, re d'Italia, assunta da Vittorio Emanuele, a più riprese contro uno stato unitario, in favore di una costituzione federale e dell'autonomia delle regioni, in particolare del Mezzogiorno.

Nonostante il Ferrari riconoscesse nell'articolo "La révolution et les réformes en Italie" del 1848 che:
(Joseph Ferrari, La révolution et les réformes en Italie, Parigi, 1848, p. 10.)

esprimeva ugualmente, nello stesso testo, l'auspicio che l'Unità Italiana si potesse prima o poi realizzare:
(Joseph Ferrari, La révolution et les réformes en Italie, Parigi, 1848)
L'8 Ottobre 1860 nel Parlamento di Torino sconfessò queste sue parole scritte 12 anni prima dicendo : Io non muto d'avviso: sono stato avversario dell'unità italiana, la credo tragica nell'azione sua, destinata a creare immemorabili martirii e crudelissimi disinganni,  benché necessaria come gli scandali alla  storia, come i sacrifizi e gli olocausti alle religioni.
Si è pure pronunciato contro la cessione di Nizza e della Savoia alla Francia (1860), contro il trattato di commercio con la Francia (1863) e contro gli accordi con il governo francese per la ripartizione del debito già pontificio (1867) (lui, "francese al peggiorativo", come amava definirlo il suo irriducibile avversario, Mazzini), in difesa di Garibaldi per i fatti d'Aspromonte (1862), in favore della Polonia (1863) e dello spostamento della capitale da Torino a Firenze (1864) e prese parte attiva ai dibattiti parlamentari sulla proclamazione di Roma capitale, sul brigantaggio, sulla situazione finanziaria del nuovo regno. Il 15 maggio del 1876 fu fatto senatore. Morì improvvisamente nella notte tra il 1º e il 2 luglio del 1876.
Assolutamente solitario e totalmente estraneo ad ogni gruppo politico e ad ogni consorteria, Ferrari non ebbe seguito e, come disse il politico Francesco Crispi intervenendo alla Camera il 3 agosto 1862:
La sua azione parlamentare è stata così caratterizzata e riassunta:

## Discorsi parlamentari
Dal 1860 al 1875:
- 1860, 27 maggio, Contro la cessione di Nizza e della Savoia alla Francia.
- 1860, 8 e 11 ottobre, Contro le annessioni incondizionate.
- 1861, 26 marzo, Sulla interpellanza del deputato Audinot intorno alla questione romana.
- 1861, 4 aprile, Interpellanza relativa alle condizioni delle province meridionali.
- 1861, 16 e 17 aprile, Il battesimo del Regno.
- 1861, 26 e 30 giugno, Contro il prestito di 500 milioni.
- 1861, 2 dicembre, La questione romana e le condizioni delle province meridionali.
- 1862, 15 marzo, La ferrovia da Gallarate al Lago Maggiore.
- 1862, 26 marzo, Sull'esercizio provvisorio (bilancio 1862).
- 1862, 3 agosto, Interpellanza sul proclama del Re (Aspromonte).
- 1862, 29 e 30 novembre, Interpellanza sugli affari di Roma.
- 1863, 27 marzo, Sulla questione della Polonia.
- 1863, 25 e 7 novembre, Contro il trattato di commercio con la Francia.
- 1864, 6 maggio, Intorno al bilancio dell'Interno.
- 1864, 2, 4 e 5 luglio, Sulla situazione del Tesoro e sulle condizioni finanziarie del Regno.
- 1864, 10 novembre, Il trasporto della capitale.
- 1865, 17 gennaio, sul giuramento politico.
- 1865, 23 gennaio, sulle giornate di Torino.
- 1867, Interpellanza al Ministero sulla crisi del Ministero Ricasoli.
- 1867, 10 e 24 aprile, Contro la convenzione col governo francese per l'assunzione del debito pubblico degli ex Stati pontifici.
- 1867, 21 giugno, 1, 4 e 13 luglio, Contro le trattative con Roma e la nomina dei vescovi da parte del Papa.
- 1867, 7 e 30 luglio, Sulla violazione del diritto del non intervento.
- 1867, 11 e 19 dicembre, Interpellanza su Mentana.
- 1868, 7 marzo, Inchiesta sul corso forzoso.
- 1868, 15 marzo, Per la guardia nazionale.
- 1868, 14 e 16 marzo, Legge sul macinato.
- 1868, 27 e 29 aprile, Sulla sospensione dei professori all'Università di Bologna.
- 1868, 4 agosto, Sulla Regia cointeressata dei tabacchi.
- 1868, 25 novembre, 6, 7 e 9 dicembre, Sull'assassinio di Monti e Tognetti.
- 1869, 13, 21, 22 e 25 gennaio, Sui disordini per la legge sul macinato.
- 1869, 31 maggio, 1, 2, 4 e 5 giugno, Inchiesta sulla Regia.
- 1870, 11 aprile, Sul bilancio dell'Interno.
- 1870, 12 aprile, Sul consiglio Superiore d'Istruzione.
- 1870, 19 agosto, I fatti di Francia.
- 1870, 21 dicembre, Contro la convalidazione del decreto di accettazione del plebiscito di Roma.
- 1872, 19 aprile, Interpellanza per la pubblicazione del Libro verde.
- 1872, 14 maggio, Contro la politica estera.
- 1872, 25 e 27 maggio, Sulla nomina dei vescovi.
- 1872, 21 novembre, Interpellanza intorno al divieto del comizio popolare al Colosseo.
- 1872, 28 novembre, Sulla politica estera.
- 1873, 18 marzo, Sul ripristinamento dell'appannaggio al principe Amedeo.
- 1873, 12 e 25 maggio, La soppressione degli ordini religiosi in Roma.
- 1875, 25 gennaio, Gli arresti di Villa Ruffi.

## Carriera universitaria
Dal 1841 al 1876:
- 1841, autunno, Professore supplente di storia all'Università di Strasburgo.
- 1862, 9 febbraio, Professore onorario dell'Università di Napoli.
- 1862, 28 marzo, Professore di Filosofia della storia all'Accademia scientifico-letteraria di Milano
- 1864, Professore ordinario di Filosofia all'Università di Torino.
- 1865, 28 giugno, Professore ordinario di Filosofia della storia all'Istituto di studi superiori pratici e di perfezionamento di Firenze.

## Cariche e titoli
Dal 1836 al 1876:
- 1836, Direttore e fondatore della rivista L'Ateneo.
- 1861, 21 febbraio, Membro corrispondente dell'Istituto lombardo di scienze e lettere di Milano.
- 1862, 20 maggio, Membro ordinario della Società reale di Napoli.
- 1864, 18 gennaio, Membro effettivo dell'Istituto lombardo di scienze e lettere di Milano.
- 1864, 6 novembre, Membro straordinario del Consiglio superiore della pubblica istruzione.
- 1865, 6 dicembre - dicembre 1866, Membro ordinario del Consiglio superiore della pubblica istruzione.
- 1870, Socio corrispondente della Deputazione di storia patria per le antiche province modenesi.
- 1876, 19 marzo, Socio nazionale dell'Accademia dei Lincei di Roma.

## Il socialismo di Ferrari
Come tutti i teorici socialisti italiani del primo Ottocento, Ferrari è fortemente influenzato dalle teorie francesi, e in particolare dall'Illuminismo e da Proudhon. Il suo socialismo si costituisce come una radicalizzazione del principio di uguaglianza affermato dalla rivoluzione francese.
Ferrari riconosce come unico fondamento della proprietà il lavoro: propone quindi un socialismo che, non strettamente in opposizione al liberalismo, fosse fondato sul merito individuale e sul diritto di godere dei frutti del proprio lavoro. Più che con la nascente borghesia, Ferrari si pone dunque in contrasto con i residui feudali ancora presenti in Italia, e auspica uno sviluppo industriale e una rivoluzione borghese.
Partecipa anche attivamente al dibattito risorgimentale: contrario all'unificazione della penisola, propone come obiettivo la formazione di una federazione di repubbliche, in modo da tutelare le particolarità e l'unicità delle singole regioni. Questo progetto doveva essere attuato attraverso un'insurrezione armata, aiutata dall'intervento francese. Al contrario della maggioranza dei teorici risorgimentali (in particolare Giuseppe Mazzini), i quali credevano che l'Italia avesse una missione storica, egli credeva - abbastanza pragmaticamente - che fosse necessario l'intervento di uno stato estero per sconfiggere gli eserciti organizzati dei diversi stati italiani.
L'opinione pubblica doveva essere preparata alla rivoluzione (che doveva avvenire spontaneamente e non guidata da un gruppo di cospiratori) da un partito di stampo democratico, repubblicano, federalista e socialista (la questione sociale era infatti inscindibile da quella istituzionale). Il futuro stato federale sarebbe stato gestito da un'assemblea nazionale e da tante assemblee regionali.
Insieme a Guglielmo Pepe elaborò il termine neoguelfismo, per sottolineare il carattere reazionario di restaurare la presenza attiva della Chiesa nella vita politica dello Stato; Ferrari era critico verso la formula liberale Libera Chiesa in libero Stato, e affermava la necessità di una superiorità dello Stato rispetto alla Chiesa, corrispondente alla superiorità della ragione rispetto alla credenza religiosa, un rapporto Stato-Chiesa che si riallaccia al giurisdizionalismo della politica ecclesiastica di Giuseppe II in Lombardia e a quella di Leopoldo I di Toscana e che precorre la separazione tra Stato e Chiesa.

## Opere
- La mente di G. D. Romagnosi, 1835 (ried. 1913, 1924)
- La mente di Vico, 1837
- (FR)  Vico et l'Italie, 1839
- (FR)  De l'Erreur, 1840
- (FR)  Idées sur la politique de Platon et d'Aristote, 1842
- (FR)  Essai sur le principe et les limites de la philosophie de l'histoire, 1843
- (FR)  La philosophie catholique en Italie, 1844
- (FR)  La révolution et les révolutionnaires en Italie, 1844-1845
- (FR)  Des idées et de l'école de Fourier depuis 1830, 1845
- (FR)  La révolution et les réformes en Italie, 1848
- (FR)  Machiavel juge des révolutions de notre temps, 1849 (trad. it 1921)
- (FR)  Les philosophes salariés, 1849 (ried. 1980)
- La Federazione repubblicana, 1851
- Filosofia della rivoluzione (vol. 1), 1851 (ried. 1873, 1922, 1928, 1942)
- Filosofia della rivoluzione (vol. 2), 1851
- L'Italia dopo il colpo di Stato del 2 dicembre 1851, 1852
- Opuscoli politici e letterari ora per la prima volta tradotti, 1852
- La mente di Giambattista Vico, 1854
- (FR)  Histoire des révolutions d'Italie, ou, Guelfes et Gibelins, 1856-1858 (ried. 2012)
- (FR)  Histoire de la raison d'Etat, 1860 (ried. 2011)
- (FR)  L'annexion des deux Siciles, 1860
- Corso sugli scrittori politici italiani, 1862 (ried. 1929 con pref. di Adriano Olivetti)
- Corso sugli scrittori politici italiani e stranieri, 1863
- Il governo a Firenze, 1865
- (FR)  La Chine et l'Europe, 1867
- La mente di Pietro Giannone, 1868
- Lettere chinesi sull'Italia, 1869
- Storia delle Rivoluzioni d'Italia, 1872 (ried. 1921)
- Teoria dei periodi politici, 1874
- L'aritmetica nella storia, 1875
- Proudhon, 1875, (ried. a cura di Andrea Girardi, Napoli, Edizioni Immanenza, 2015 ISBN 9788898926541)
- La Rivoluzione e i rivoluzionari in Italia (dal 1796 al 1844), 1900 (ried. 1952)
- Il genio di Vico, 1916 (ried. 1928)
- I partiti politici italiani (dal 1789 al 1848), 1921
- Le più belle pagine di Giuseppe Ferrari, 1927 (ried. 1941)
- Opere di Giandomenico Romagnosi, Carlo Cattaneo e Giuseppe Ferrari, a cura di Ernesto Sestan, 1957
- Scritti politici, a cura di Silvia Rota Ghibaudi, 1973
- I filosofi salariati, a cura di L. La Puma, 1988 (trad. dal francese)
- Scritti di filosofia e di politica, a cura di M. Martirano, 2006
- Il genio di Vico, 2009
- Sulle opinioni religiose di Campanella, 2009

## Epistolario
- Rinaldo Caddeo, Giuseppe Ferrari. In: Epistolario di Carlo Cattaneo. Gaspero Barbèra Editore, Firenze 1949, pp. 271, 274, 276, 278, 281, 288, 291, 292, 294, 296, 297, 298, 300, 391, 402, 403, 420, 421, 461, 463, 467, 515.
- Franco Della Peruta, "Contributo all'epistolario di Giuseppe Ferrari", in: Franco Della Peruta, I democratici e la rivoluzione italiana, Milano, 1958.
- Franco Della Peruta (ed.),"Contributo all'epistolario di Giuseppe Ferrari", Rivista storica del socialismo, 1960, 3, pp. 181-211.
- Franco Della Peruta (ed.),"Lettere di Giuseppe Ferrari a Pierre-Joseph Proudhon (1854-1861)", Annali dell'Istituto Giangiacomo Feltrinelli, 1961, 4, pp. 260-290.
- Clara M. Lovett (ed.),"Giuseppe Ferrari e la Questione Meridionale - con lettere inedite", Rassegna storica del Risorgimento, 1974, 61, pp. 74-88.
- Clara M. Lovett (ed.), "Milano e la Convenzione di Settembre - dalla corrispondenza inedita di Giuseppe Ferrari", Nuova rivista storica, 1975, 59, pp. 186-190.
- Clara M. Lovett (ed.), "Il 1848 in Lombardia dalla corrispondenza inedita di Giuseppe Ferrari", Nuova rivista storica, 1975, 59, pp. 470-480.
- Clara M. Lovett (ed.),"Il Secondo Impero, il Papato e la Questione Romana. Lettere inedite di Jean Gustave Wallon a Giuseppe Ferrari", Rassegna storica del Risorgimento, 1976, 63, pp. 441-448.
- Antonio Monti, Giuseppe Ferrari e la politica interna della Destra. Con un carteggio inedito, Milano, 1925.

### Fonte biografica
L'unica biografia e principale fonte per la vita di Ferrari è il libro di
- (EN)  Clara M. Lovett, Giuseppe Ferrari and the Italian Revolution, Chapel Hill, 1979 (ristampa 2011).

### Altro
- A. Agnelli, "Giuseppe Ferrari e la filosofia della rivoluzione", in: Per conoscere Romagnosi, a cura di Robertino Ghiringhelli e F. Invernici, 1982.
- Chiara Ambrosoli [et alii], "Giuseppe Ferrari e la vita sociale e politica nel collegio di Gavirate-Luino", in:  Silvia Rota Ghibaudi, e Robertino Ghiringhelli, [a cura di], Giuseppe Ferrari e il nuovo stato italiano, Milano, 1992, pp. 285-368.
- Luigi Ambrosoli, "Cattaneo e Ferrari: l'edizione di Capolago delle opere di Ferrari", in:  Silvia Rota Ghibaudi, e Robertino Ghiringhelli, [a cura di], Giuseppe Ferrari e il nuovo stato italiano, Milano, 1992, pp. 225-240.
- Paolo Bagnoli, "Giuseppe Ferrari e Giuseppe Montanelli", in: Silvia Rota Ghibaudi, e Robertino Ghiringhelli, [a cura di], Giuseppe Ferrari e il nuovo stato italiano, Milano, 1992, pp. 241-260.
- Bruno Barillari, "Giuseppe Ferrari critico di Mazzini", Pensiero mazziniano, 1963, 18, p. 4.
- Francesco Brancato, Giuseppe Ferrari e i Siciliani, Trapani, 1959.
- Bruno Brunello, Il pensiero di Giuseppe Ferrari, Roma, 1933.
- Bruno Brunello, "Ferrari e Proudhon", Rivista internazionale di filosofia del diritto, 1951, 27, pp. 58-75.
- Stefano Carraro, "Alcuni aspetti del pensiero politico di Giuseppe Ferrari", BAUM, Venezia, 1986.
- Michele Cavaleri, Giuseppe Ferrari, Milano, 1861.
- Cosimo Ceccuti, "Ferrari e la Nuova antologia: il destino della Francia repubblicana", in: Silvia Rota Ghibaudi, e Robertino Ghiringhelli, [a cura di], Giuseppe Ferrari e il nuovo stato italiano, Milano, 1992, pp. 121-130.
- Arturo Colombo, "Il Ferrari del Corso", in: Silvia Rota Ghibaudi, e Robertino Ghiringhelli, [a cura di], Giuseppe Ferrari e il nuovo stato italiano, Milano, 1992, pp. 75-88.
- Luigi Compagna, "Giuseppe Ferrari collaboratore della "Revue des deux mondes", in: Silvia Rota Ghibaudi, e Robertino Ghiringhelli, [a cura di], Giuseppe Ferrari e il nuovo stato italiano, Milano, 1992, pp. 453-462.
- Maria Corrias Corona, "Il filosofo "rivoluzionario" visto da Giorgio Asproni", in: Silvia Rota Ghibaudi, e Robertino Ghiringhelli, [a cura di], Giuseppe Ferrari e il nuovo stato italiano, Milano, 1992, pp. 203-420.
- Carmelo D'Amato, Ideologia e politica in Giuseppe Ferrari", Studi storici, 1970, 11, pp. 743-754.
- Carmelo D'Amato, "La formazione di Giuseppe Ferrari e la cultura italiana della prima metà dell'Ottocento", Studi storici, 1971, 12, pp. 693-717.
- Franco Della Peruta, "Il socialismo risorgimentale di Ferrari, Pisacane e Montanelli", Movimento operaio, 1956, 8, pp. 3-41.
- Franco Della Peruta, Un capitolo di storia del socialismo risorgimentale: Proudhon e Ferrari", Studi storici, 1962, 3, pp. 307-342.
- Franco della Peruta, "Giuseppe Ferrari", in: Silvia Rota Ghibaudi, e Robertino Ghiringhelli, [a cura di], Giuseppe Ferrari e il nuovo stato italiano, Milano, 1992, pp. 285-368.
- Aldo Ferrari, Giuseppe Ferrari, Saggio critico, Genova, 1914.
- Luigi Ferri, "Cenno su Giuseppe Ferrari e le sue dottrine", in: Giuseppe Ferrari, La mente di G. D. Romagnosi, Milano, 1913.
- (FR)  Fabrizio Frigerio, "Ferrari, Giuseppe", in: Dictionnaire international du Fédéralisme, dir. Denis de Rougemont, Bruxelles, 1994, pp. 207–210.
- Gian Biagio Furiozzi, " Angelo Oliviero Olivetti e Giuseppe Ferrari", in: Silvia Rota Ghibaudi, e Robertino Ghiringhelli, [a cura di], Giuseppe Ferrari e il nuovo stato italiano, Milano, 1992, pp. 273-284.
- Paolo Virginio Gastaldi, "Nella galassia dell'Estrema", in: Silvia Rota Ghibaudi, e Robertino Ghiringhelli, [a cura di], Giuseppe Ferrari e il nuovo stato italiano, Milano, 1992, pp. 421-452.
- Robertino Ghiringhelli, Giuseppe Ferrari et le fédéralisme, 1991.
- Robertino Ghiringhelli, "Romagnosi e Ferrari", in: Silvia Rota Ghibaudi, e Robertino Ghiringhelli, [a cura di], Giuseppe Ferrari e il nuovo stato italiano, Milano, 1992, pp. 209-224.
- Carlo G. Lacaita, "Il problema della storia in Ferrari giovane", in: Silvia Rota Ghibaudi, e Robertino Ghiringhelli, [a cura di], Giuseppe Ferrari e il nuovo stato italiano, Milano, 1992, pp. 131-166.
- Eugenio Guccione, "Il laicismo politico di Giuseppe Ferrari", in: Silvia Rota Ghibaudi, e Robertino Ghiringhelli, [a cura di], Giuseppe Ferrari e il nuovo stato italiano, Milano, 1992, pp. 463-474.
- Anna Maria Lazzarino Del Grosso, "Il Medioevo in Giuseppe Ferrari", in: Silvia Rota Ghibaudi, e Robertino Ghiringhelli, [a cura di], Giuseppe Ferrari e il nuovo stato italiano, Milano, 1992, pp. 89-108.
- Clara M. Lovett, "Europa e Cina nell'opera di Giuseppe Ferrari", Rassegna storica del Risorgimento, 1972, 59, pp. 398-401.
- Maurizio Martirano, Giuseppe Ferrari editore e interprete di Vico, 2001.
- Maurizio Martirano, Filosofia, storia, rivoluzione. Saggio su Giuseppe Ferrari, Napoli, Liguori, 2012.
- (FR)  Gilda Manganaro Favaretto, "Giuseppe Ferrari, le Risorgimento et la France", in: Revue française d'histoire des idées politiques, 2009, n. 30, pp. 359–383.
- Angelo Mazzoleni, Giuseppe Ferrari. Il pensatore, lo storico, lo scrittore politico, Roma, 1925.
- Angelo Mazzoleni, Giuseppe Ferrari. I suoi tempi e le sue opere, Milano, 1878.
- Antonio Monti, "La posizione di Giuseppe Ferrari nel primo Parlamento italiano", Critica politica, 1923, 3, pp. 180-186.
- Giulio Panizza, L'illuminismo critico di Giuseppe Ferrari, 1980.
- Giulio Panizza, "La teoria della fatalità nell'Histoire de la Raison d'Etat", in: Silvia Rota Ghibaudi, e Robertino Ghiringhelli, [a cura di], Giuseppe Ferrari e il nuovo stato italiano, Milano, 1992, pp. 109-120.
- Giacomo Perticone, "La concezione etico-politica di Giuseppe Ferrari", Rivista internazionale di filosofia del diritto, 1922, 2, pp. 259-274.
- (FR)  Charles Pfister, "Un épisode de l'histoire de la Faculté des Lettres de Strasbourg: l'affaire Ferrari", Revue internationale de l'enseignement, 1926, 56, pp. 334-355.
- Luigi Polo Friz, "Giuseppe Ferrari e Lodovico Frapolli: un rapporto di amore e odio tra due interpreti del Risorgimento Italiano", in: Silvia Rota Ghibaudi, e Robertino Ghiringhelli, [a cura di], Giuseppe Ferrari e il nuovo stato italiano, Milano, 1992, pp. 385-402.
- Nello Rosselli, "Italia e Francia nel pensiero di Giuseppe Ferrari", Il Ponte, 1967, 33, pp. 750-756.
- Silvia Rota Ghibaudi, Giuseppe Ferrari, l'evoluzione del suo pensiero (1838-1860), Firenze, 1969.
- Silvia Rota Ghibaudi, "Giuseppe Ferrari e la Teoria dei periodi politici", in: Silvia Rota Ghibaudi, e Robertino Ghiringhelli, [a cura di], Giuseppe Ferrari e il nuovo stato italiano, Milano, 1992, pp. 45-74.
- Silvia Rota Ghibaudi, e Robertino Ghiringhelli, [a cura di], Giuseppe Ferrari e il nuovo stato italiano, Milano, 1992.
- Luciano Russi, "Pisacane e Ferrari: esiti socialisti dopo una rivoluzione fallita", in: Silvia Rota Ghibaudi, e Robertino Ghiringhelli, [a cura di], Giuseppe Ferrari e il nuovo stato italiano, Milano, 1992, pp. 261-272.
- M. Schiattone, Alle origini del federalismo italiano, Giuseppe Ferrari, 1996.
- Nicola Tranfaglia, "Giuseppe Ferrari e la storia d'Italia", Belfagor, 1970, 25, pp. 1-32.
- (FR)  Patrice Vermeren, "Joseph Ferrari et les droits de la liberté", in: Silvia Rota Ghibaudi, e Robertino Ghiringhelli, [a cura di], Giuseppe Ferrari e il nuovo stato italiano, Milano, 1992, pp. 193-208.
- Luigi Zanzi, "Giuseppe Ferrari:un filosofo"militante", in: Silvia Rota Ghibaudi, e Robertino Ghiringhelli, [a cura di], Giuseppe Ferrari e il nuovo stato italiano, Milano, 1992, pp. 167-192.